# Lađevci (Kraljevo)
Lađevci (cirill betűkkel Лађевци), település Szerbiában, a Raškai körzet Kraljevoi községében.

## Népesség
- 1948-ban 1 988 lakosa volt.
- 1953-ban 1 961 lakosa volt.
- 1961-ben 1 862 lakosa volt.
- 1971-ben 1 681 lakosa volt.
- 1981-ben 1 540 lakosa volt.
- 1991-ben 1 418 lakosa volt.
- 2002-ben 1 258 lakosa volt,[1] akik közül 1 239 szerb (98,48%), 4 montenegrói, 2 jugoszláv, 1 albán, 1 horvát, 1 orosz, 1 román, 1 ukrán, 6 ismeretlen.[2]